# Ferdinand Dhkar
Ferdinand Dhkar (ur. 26 lutego 1962 w Longkaluh) – indyjski duchowny katolicki, biskup Jowai od 2023.

## Życiorys

### Prezbiterat
Święcenia kapłańskie przyjął 23 maja 1994 i został inkardynowany do diecezji Jowai. Po święceniach przez rok pełnił funkcję dziekana ds. studiów w niższym seminarium w Shillong. W kolejnych latach pracował duszpastersko w Ummulong i w Namdong. W 2009 powołany na urząd prokuratora diecezjalnego, a w 2021 został wybrany administratorem diecezji.

### Episkopat
8 lipca 2023 papież Franciszek mianował go biskupem Jowai. Sakry udzielił mu 1 października 2023 metropolita Shillong – arcybiskup Victor Lyngdoh.